# Los años desnudos
Los años desnudos. Clasificada S és una pel·lícula espanyola, dirigida conjuntament per Dunia Ayaso i Félix Sabroso, estrenada el 24 d'octubre de 2008.
Després de llargs anys de censura, en els quals el cinema espanyol havia de mantenir una moral rígida, va arribar 1975 i, de sobte, la pantalla gran va començar a despullar-se. Si abans les minifaldilles eren el més eròtic que es podia veure al cinema, en aquest moment van començar a rodar-se pel·lícules amb dones que mostraven tot el seu cos. Els anys nus s'ambienta en aquella etapa, coneguda com el «destape», però en comptes d'oferir el nu com a reclam, mostra els fets des del punt de vista de les actrius.

## Sinopsi
Narra la història de tres dones que coincideixen en els rodatges d'aquestes pel·lícules, que llavors es classificaven amb la lletra S. Lina, Sandra i Eva es coneixen en una d'aquestes pel·lícules eròtiques i posteriorment coincideixen en diversos rodatges. Es fan amigues encara que, després d'aconseguir un èxit efímer, cadascuna pren un camí diferent.

## Actors
La pel·lícula és protagonitzada per Candela Peña, Goya Toledo i la model Mar Flores. També hi participen Antonio de la Torre, guanyador del Goya al millor actor secundari per AzulOscuroCasiNegro i Susana Estrada, una de les actrius que van formar part d'aquell cinema del «destape».

## Crítiques
| «                            | "Dunia Ayaso i Félix Sabroso, en la seva pel·lícula més sòlida i madura fins avui (...) no aconsegueixen evitar que la seva mirada sobre el cinema S es mogui, de manera una mica problemàtica, entre la nostàlgia estètica i una sensibilitat contemporània més profemenina (o filoalmodovariana) que feminista." | » |
| — Jordi Costa: Diari El País | |   |

| «                                  | "Tant de bo el guió hagués exigit una mica més. (...) En la seva arrencada encerta de ple en el to (...) la cinta no aguanta la seva embranzida inicial (...) i el conjunt s'esvaeix sense un gènere clar al que agafar-se. (...) Puntuació: ★★ (sobre 5)." | » |
| — Federico Marín Bellón: Diari ABC | |   |

| «                                 | "Arrenca reconstruint amb versemblant i divertit encert l'atmosfera i el to absurd d'aquells rodatges, però deriva aviat cap al desenvolupament melodramàtic, gairebé folletinesc, de la biografia individual de les tres protagonistes (...) Puntuació: ★★ (sobre 5)." | » |
| — Alberto Bermejo: Diari El Mundo | |   |